# Очи пуне звезда
„Очи пуне звезда” је југословенски ТВ филм из 1967. године. Режирао га је Марио Фанели а сценарио је написао Мирослав Караулац.

## Улоге
| Глумац             | Улога |
| ------------------ | ----- |
| Милутин Бутковић   |       |
| Стојан Дечермић    |       |
| Сима Јанићијевић   |       |
| Славка Јеринић     |       |
| Петар Краљ         |       |
| Оливера Марковић   |       |
| Неда Спасојевић    |       |
| Михајло Викторовић |       |
| Надежда Вукићевић  |       |